# Lübeck
Lübeck, oficialment Ciutat Hanseàtica de Lübeck (en alemany: Hansestadt Lübeck), és una ciutat del nord d'Alemanya. Amb uns 220.000 habitants, és la segona ciutat més gran de la costa bàltica alemanya i la segona ciutat més gran de l'estat de Slesvig-Holstein darrera de la seva capital, Kiel. És la 37a ciutat més poblada d'Alemanya.
La ciutat vella es troba en una illa en la confluència del riu Wakenitz amb el Trave; els 17 quilòmetres que resten fins a la mar Bàltica són navegables. Nombrosos ponts sobre el Trave i el Wakenitz comuniquen la ciutat vella amb els barris nous. Cap al sud, el canal Elba-Lübeck enllaça la ciutat amb l'Elba.
Lübeck està a tocar del territori del land de Mecklemburg-Pomerània occidental, per la qual cosa fou una ciutat fronterera mentre va existir la República Democràtica Alemanya. Avui és un important port a la mar Bàltica; abans fou la "capital" de la Hansa.

## Història
L'any 1358 Lübeck va participar, al costat d'altres ciutats comercials del nord d'Alemanya, en la formació d'una aliança econòmica anomenada lliga Hanseàtica. Des del 1390, va començar l'obra del canal de Stecknitz fins a l'Elba, per al comerç de la sal amb Lüneburg. Juntament amb Hamburg, la seva ciutat bessona, va conduir diversos projectes ambiciosos per afermar-ne el poder comercial. El 1420, junt amb Hamburg, va conquerir la ciutat de Bergedorf i les illes Vierlande (Altengamme, Curslack, Neuengamme i Kirchwerder), que va regentar en condomini fins al 1868. Des del 1448, van temptar de crear una connexió pel canal Alster-Trave, per tal d'evitar la marrada a l'entorn de Dinamarca, el peatge al rei danès i el risc de pirateria. Lübeck i Hamburg van dominar durant un segle i mig el comerç del mar del Nord i del mar Bàltic. Fins a la promulgació de la llei de l'àrea metropolitana d'Hamburg el 1937 va ser una ciutat estat lliure. La reorganització administrativa del règim nazi va integrar-la a la província prussiana de Slesvig-Holstein. També va perdre tot els seus territoris exclavats al districte del Ducat de Lauenburg. Slesvig-Holstein va esdevenir després de la Segona Guerra Mundial un estat federal alemany. Lübeck va procedir davant de la cort constitucional (Bundesverfassungsgericht) per recobrar el seu estatut de ciutat estat lliure, però el 1956 va perdre el plet i va quedar definitivament dins de Slesvig-Holstein.

## Economia
Al sud de la ciutat, s'està planejant de construir un parc científic i tecnològic, on es combinaran docència, investigació i desenvolupament, i s'hi crearà un recinte que conjuminarà habitatge i lloc de treball.

## Educació
Lübeck té tres universitats: la Universitat de Lübeck, la Universitat Tècnica de Ciències Aplicades de Lübeck i l'Acadèmia de Música de Lübeck. L'Escola de Postgrau en Informàtica en Medicina i Ciències de la Vida és una facultat de la universitat de Lübeck fundada per la Iniciativa d'Excel·lència alemanya. L'Acadèmia d'Acústica Auditiva és la instal·lació educativa central d'Alemanya per a professionals de l'audiòfon, responsable de la formació professional de tota la indústria.

## Monuments i llocs d'interès
Més del 80% de la ciutat vella (coneguda com a Altstadt) ha conservat el seu aspecte medieval, amb edificis històrics i carrers estrets. La resta ha estat i està actualment en procés de restauració i reconstrucció. Durant l'Edat mitjana només es podia entrar a la ciutat per qualsevol de les quatre portes que permetien el pas, dues de les quals han sobreviscut fins avui dia, la Burgtor (1444) i la coneguda Holstentor (1478) que juntament amb l'Altstadt és Patrimoni de la Humanitat per la UNESCO des de 1987.
La ciutat també rep el nom de Die Stadt der 7 Türme perquè l'Altstadt està dominat per set campanars d'església. Les més antigues són la catedral de Lübeck i la Marienkirche, ambdues datades dels segles XIII i XIV i reconstruïdes després de la Segona Guerra Mundial.
L'Hospital de l'Esperit Sant (Heiligen-Geist-Hospital), construït el 1286, és una de les institucions socials més antigues i és considerat un precursor dels hospitals moderns. L'Hospital funciona tant com a casa de jubilats i residència de gent gran.
Altres llocs d'interès inclouen:
- Edifici de l'Ajuntament.
- Katharinenkirche (església de Santa Caterina), una església gòtica dels segle XIV que va pertànyer a un monestir franciscà amb el nom de Santa Caterina d'Alexandria.
- La casa-museu del novel·lista Thomas Mann.
- La casa-museu de l'escriptor Günter Grass.
- St. Petri zu Lübeck (església de Sant Pere).
- Església de Sant Llorenç, situada al lloc que s'utilitzà com a cementiri durant la pesta del segle XVI.
- Jakobikirche (església de Sant Jaume), una de les cinc esglésies parroquials evangèliques luteranes de l'Altstadt nucli. Va ser consagrada l'any 1334, servint d'església per a mariners i pescadors.
- Propsteikirche Herz Jesu (església del Sagrat Cor), la principal església catòlica romana de Lübeck. Va ser construïda l'any 1888 i consagrada l'any següent.
- Aegidienkirche  (església de Sant Egidi)
- Salzspeicher, conjunt de sis edificis construïts en maó d'estil renaixement amb la funció d'emmagatzemar la sal emprada en la indústria pesquera per a la salaó principalment d'areng.
- Europäisches Hansemuseum, museu dedicat a la història de la Lliga Hanseàtica. Inaugurar el maig de 2015 és el museu més gran del món dedicat específicament a aquest tema.
- Café Niederegger que allotja el museu del massapà als pisos superiors de l'edifici.
- Museu portuari de Lübeck (Museumshafen Lübeck) amb el vaixell far Fehmarnbelt o la rèplica de la caravel·la Lisa von Lübeck.
- La ciutat de Travemünde a la costa de la mar Bàltica.

## Esport
Lübeck és la seu del club VfB Lübeck de la 3. Liga (tercera divisió del futbol a Alemanya), que juga a l'Stadion an der Lohmühle, amb capacitat per a 17.849 persones. A més de la secció de futbol, el club esportiu té seccions de bàdminton, gimnàstica femenina, handbol i tennis taula.

## Com a plató de rodatge
Diversos llargmetratges i sèries de televisió s'han filmat a Lübeck:
- Nosferatu, Eine Symphonie des Grauens, pel·lícula de 1922 (entre els elements destacats hi ha els magatzems de sal (Salzspeicher), el cementiri d'Aegidienkirche, el carrer Depenau i el roure d'Israelsdorf (fou talat el 8 d'agost de 1932))
- Ferien auf Immenhof, pel·lícula de 1957 (filmada a la plaça del mercat, entre d'altres llocs)
- Die Buddenbrooks, pel·lícula de 1923 dirigida per Gerhard Lamprecht.
- Buddenbrooks, pel·lícula de 1959 dirigida per Alfred Weidenmann.
- Die Buddenbrooks, sèrie de televisió de 1979.[6]
- Buddenbrooks, pel·lícula de 2008 dirigida per Heinrich Breloer.[7]
- Und der Regen verwischt jede Spur, coproducció francoalemanya de 1972 dirigida per Alfred Vohrer.
- Das Erbe der Guldenburgs, sèrie de televisió de 1987 a 1990 filmada davant i dins de l'ajuntament, així com davant de la Schiffergesellschaft (companyia naviliera)[8]
- Erbsen auf halb 6, pel·lícula de 2004 dirigida per Lars Büchel i filmada a l'estació central.[9]
- Assassinats al nord, sèrie de televisió policíaca de 2012 a 2021.[10]

## Persones il·lustres
Art
- Benjamin Block (1631–1690), pintor barroc germanohongarès.[11]
- Godfrey Kneller (1646–1723), pintor, dibuixant, aquarel·lista i miniaturista.[12]
- Catharina Elisabeth Heinecken (1683–1757), artista i alquimista.
- Carl Heinrich von Heineken (1707–1791), historiador de l'art
- Friedrich Overbeck (1789–1869), pintor alemany i membre del moviment del natzarenisme.
- Johann Wilhelm Cordes (1824–1869), pintor paisatgista.
- Gotthardt Kuehl (1850–1915), pintor i un representant del primer impressionisme alemany.
- Maria Slavona (1865–1931), pintora impressionista.
- Erich Ponto (1884–1957), actor de teatre i cinema.
- Walter D. Asmus (1941-), director de teatre.
- Justus von Dohnányi (1960-), actor de cinema.
- Jonas Nay (1990-), actor de cinema.

Ciència
- Joachim Jungius (1587–1657), matemàtic, lògic i filòsof de la natura.
- Heinrich Meibom (1638–1700), metge, va descobrir la glàndula de Meibom.
- Hermann von Fehling (1811–1885), químic, va preparar el reactiu de Fehling utilitzada per a la determinació de glúcids.
- Robert Christian Avé-Lallemant (1812–1884), metge i explorador.
- Ernst Curtius (1814–1896), historiador i arqueòleg.
- Georg Curtius (1820–1885), filòleg clàssic, germà de l'Erns Curtius.
- Friedrich Matthias Claudius (1822–1869), metge anatomista.
- James Behrens (1824–1898), entomòleg.
- Friedrich Matz (1843–1874), arqueòleg.
- Friedrich Wilhelm Gustav Bruhn (1853–1927), inventor, va inventar el taxímetre modern.
- Cornelia Schorer (1863–1939), es va convertir en la primera dona metgessa a Lübeck.
- Heinrich Lüders (1869–1943), orientalista i indòleg, conegut per la seva anàlisi epigràfica dels manuscrits fragmentaris de Turfan en sànscrit.[13]
- Justus Mühlenpfordt (1911–2000), físic nuclear.
- Wolfgang Luthe (1922–1985), metge, psicoterapeuta i pioner de la formació autògena.

Escriptura
- Arnold de Lübeck (mort 1211-1214), abat benedictí i cronista, autor de la Arnoldi Chronica Slavorum.
- Erasmus Finx (1627–1694), polímata i escriptor d'himnes cristians.
- Christian Adolph Overbeck (1755–1821), burgmestre i poeta.
- Johann Bernhard Vermehren (1777–1803), poeta romàntic.
- Emanuel Geibel (1815–1884), poeta i dramaturg.
- Gustav Falke (1853–1916), escriptor.
- Heinrich Mann (1871–1950), escriptor i un opositor al règim nacionalsocialista.
- Thomas Mann (1875–1955), novel·lista alemany guardonat amb el Premi Nobel de Literatura l'any 1929.[14]
- Friedrich Ranke (1882–1950), filòleg medievalista, folklorista i escriptor.
- Jörg Wontorra (1948), periodista esportiu i presentador de televisió.
- Nicolai Riedel (1952), filòleg, escriptor i editor.

Esport
- Sandra Völker (1974), nedadora, va guanyar tres medalles als Jocs Olímpics d'Estiu de 1996 d'Atlanta.
- Marie-Louise Dräger (1981), remadora, cinc vegades campiona del món de sculler lleuger.
- Tobias Kamke (1986), extennista professional.
- Maximilian Munski (1988), remador, medalla de plata als Jocs Olímpics d'Estiu de 2016 de Rio de Janeiro.

Música
- Franz Tunder (1614–1667), organista i compositor barroc.
- Thomas Baltzar (c. 1631–1663), violinista i compositor.
- Dieterich Buxtehude (c.1637–1707),  compositor barroc i organista de l'església de Santa Maria d Lübeck.
- Andreas Kneller (1649–1724), compositor i organista.
- Friedrich Ludwig Æmilius Kunzen (1761–1817), compositor.
- Anja Thauer (1945–1973),violoncel·lista.[15]
- Rüdiger Bohn (1960-), director i professor.[16]

Política
- Werner Huno (mort el 1291 a Lübeck), comerciant i conseller de la ciutat de Lübeck.
- Johann Wittenborg (1321–1363), alcalde de Lübeck, va perdre la batalla d'Helsingborg de 1362.
- Jürgen Wullenwever (c.1492–1537), burgmestre de Lübeck de 1533 a 1535.
- George Wulweber, protestant anglès del segle XVI que va ser torturat al poltre.
- Friedrich Krüger (1819–1896), diplomàtic de les ciutats hanseàtiques de Lübeck, Hamburg i Bremen.
- John Rugee (1827–1894), polític de l'Assemblea Estatal de Wisconsin, EUA.
- Gustav Radbruch (1878–1949), jurista i polític.
- Hermann Lüdemann (1880–1959), polític de l'SPD que va ser ministre-president de Schleswig-Holstein (1947-1949)
- Otto-Heinrich Drechsler (1895–1945), políric nazi i alcalde de Lübeck de 1933 a 1937, va establir el gueto de Riga
- Haim Cohn (1911–2002), jurista i polític israelià.
- Willy Brandt (1913–1992), polític de l'SPD, va ser canceller de la República Federal d'Alemanya (1969–1974).
- Björn Engholm (1939-), polític de l'SPD, va ser ministre-president de Schleswig-Holstein (1988-1993) i líder del Partit Socialdemòcrata (1991-1993)
- Robert Habeck (1969-), polític del partit Aliança 90/Els Verds i escriptor.
- Birgitt Ory (1964-), diplomàtica.
- Beatrix von Storch (1971-), política del partit Alternativa per Alemanya.

Religió
- Laurentius Surius (1522–1578), monjo cartoixà i hagiògraf.[17]
- August Hermann Francke (1663–1727), pedagog, teòleg i fundador de la Fundació Francke.[18]
- Johann Lorenz von Mosheim (1693–1755), historiador de l'església luterana.[19]
- Màrtirs de Lübeck (1943), van ser tres sacerdots catòlics romans (Johannes Prassek, Eduard Müller i Hermann Lange) i el pastor evangèlic-luterà Karl Friedrich Stellbrink.
- Ephraim Carlebach (1879–1936), rabí i fundador de l'Escola Superior Israelita de Leipzig.
- Joseph Carlebach (1883–1942), rabí, víctima de l'Holocaust
- Felix Carlebach (1911–2008), rabí

## Ciutats agermanades i amigues
Manté una relació d'agermanament i d'amistat amb les següents ciutats:
Agermanament
- Kotka, Finlàndia (1969)
- Wismar, Alemanya (1987)
- La Rochelle, França (1988)
- Klaipėda, Lituània (1990)
- Visby, Suècia (1999)

Amistat
- Venice, Itàlia (1979)
- Kawasaki, Japó (1992)
- Bergen, Noruega (1996)
- Shaoxing, Xina (2003)

## Galeria

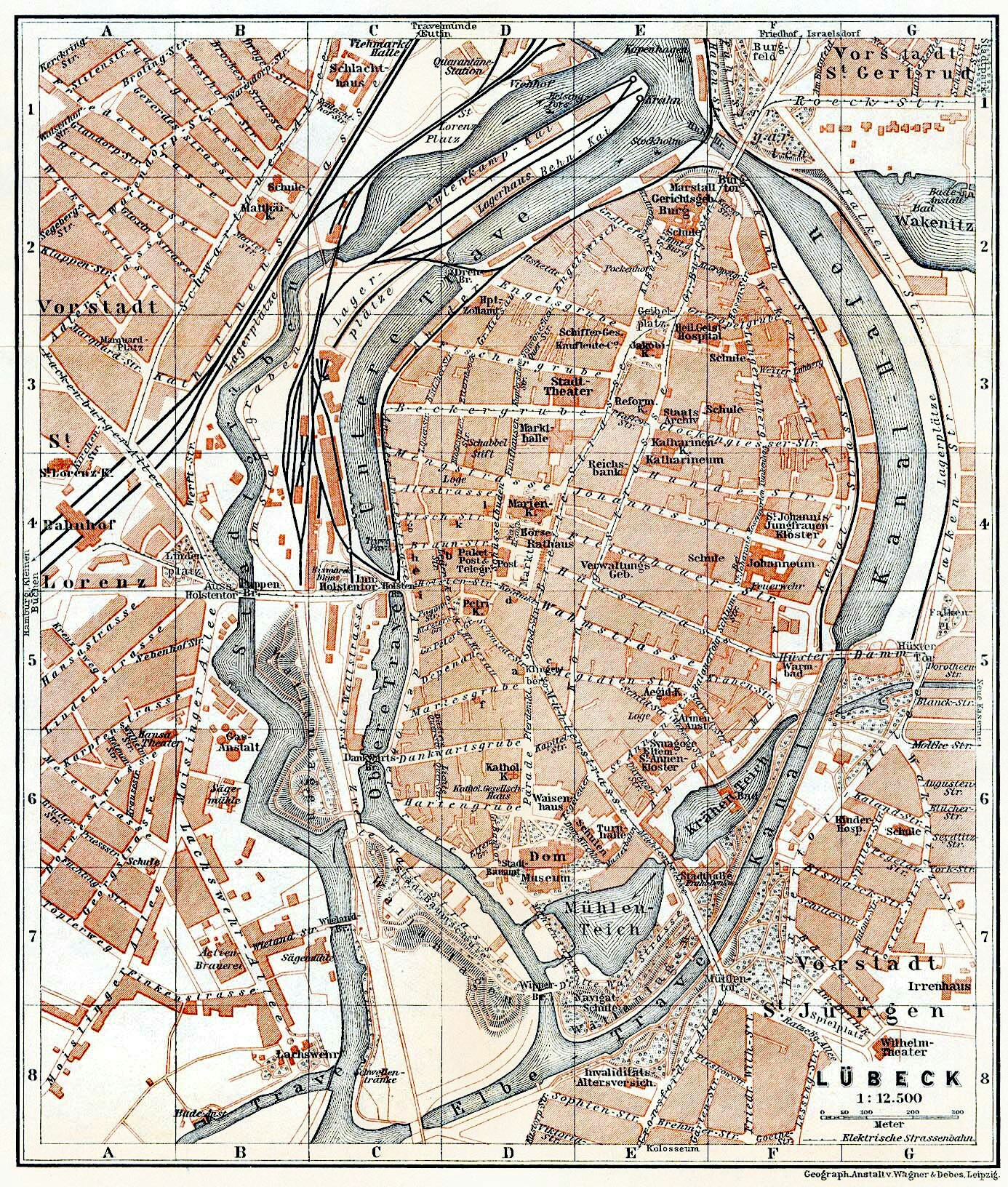
Mapa del centre històric de Lübeck al 1910.
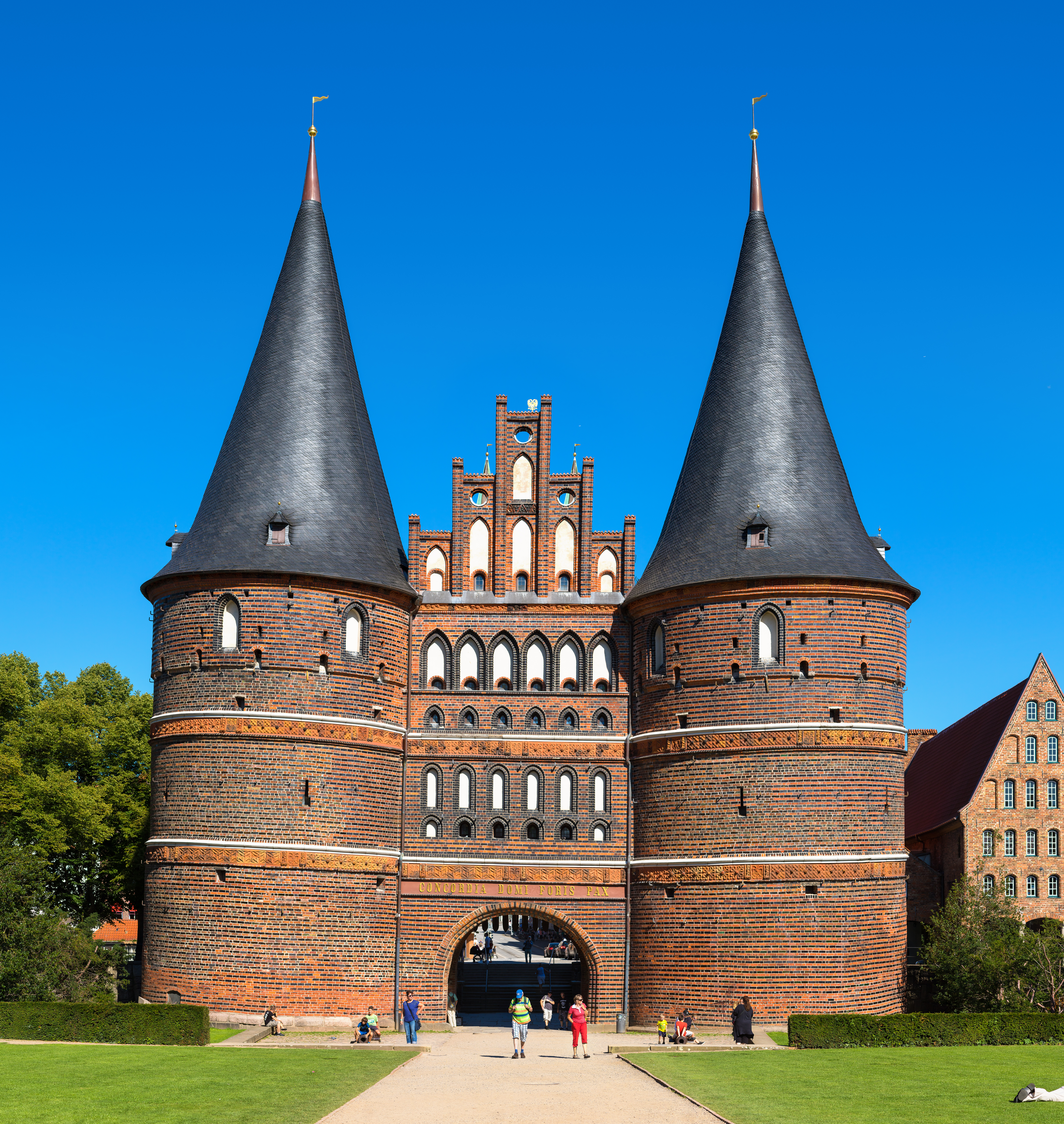
Porta Holstentor.
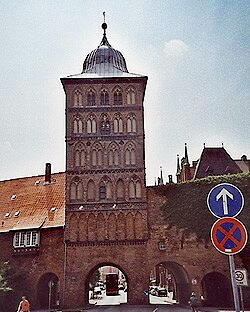
Porta Burgtor.
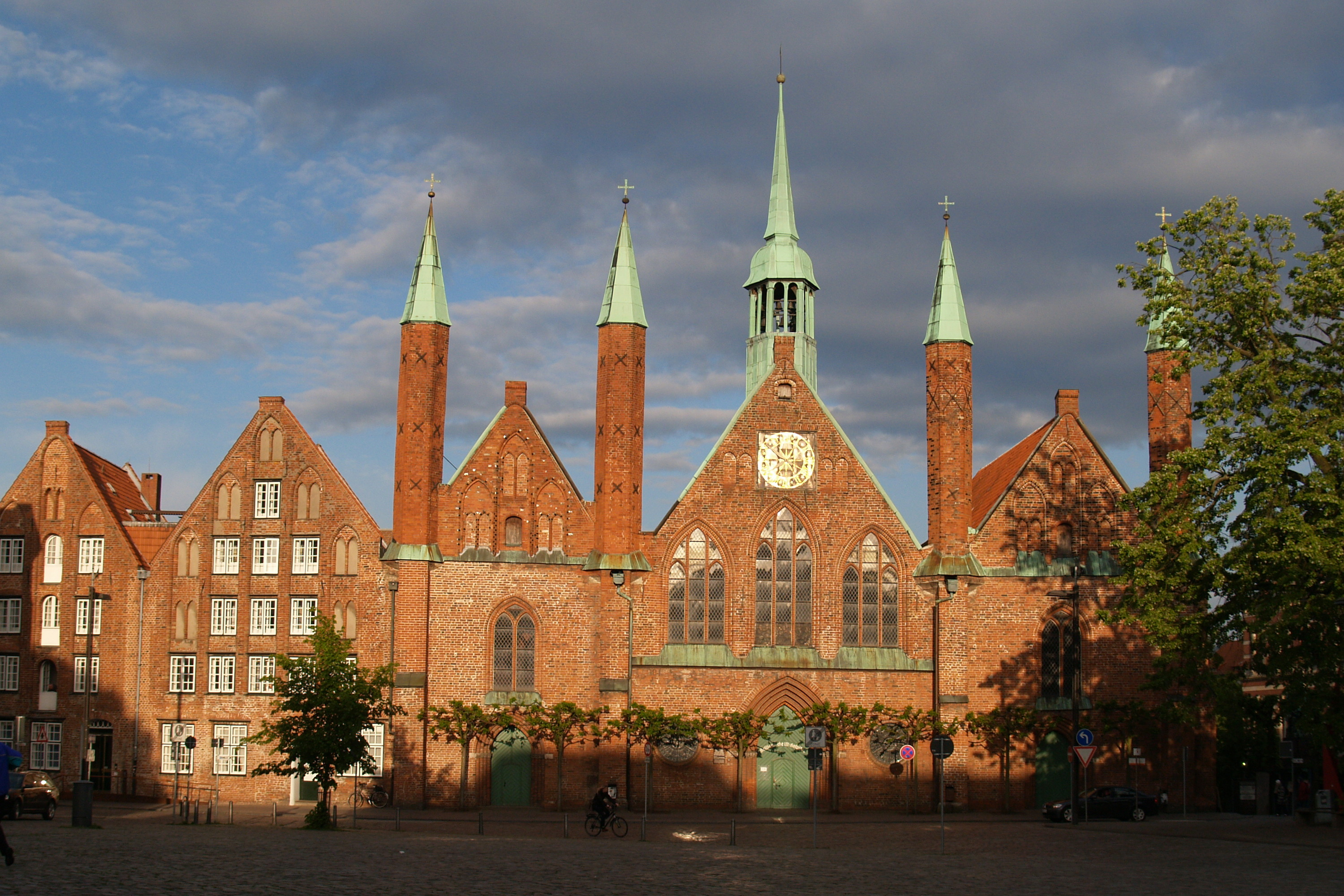
Hospital de l'Esperit Sant.
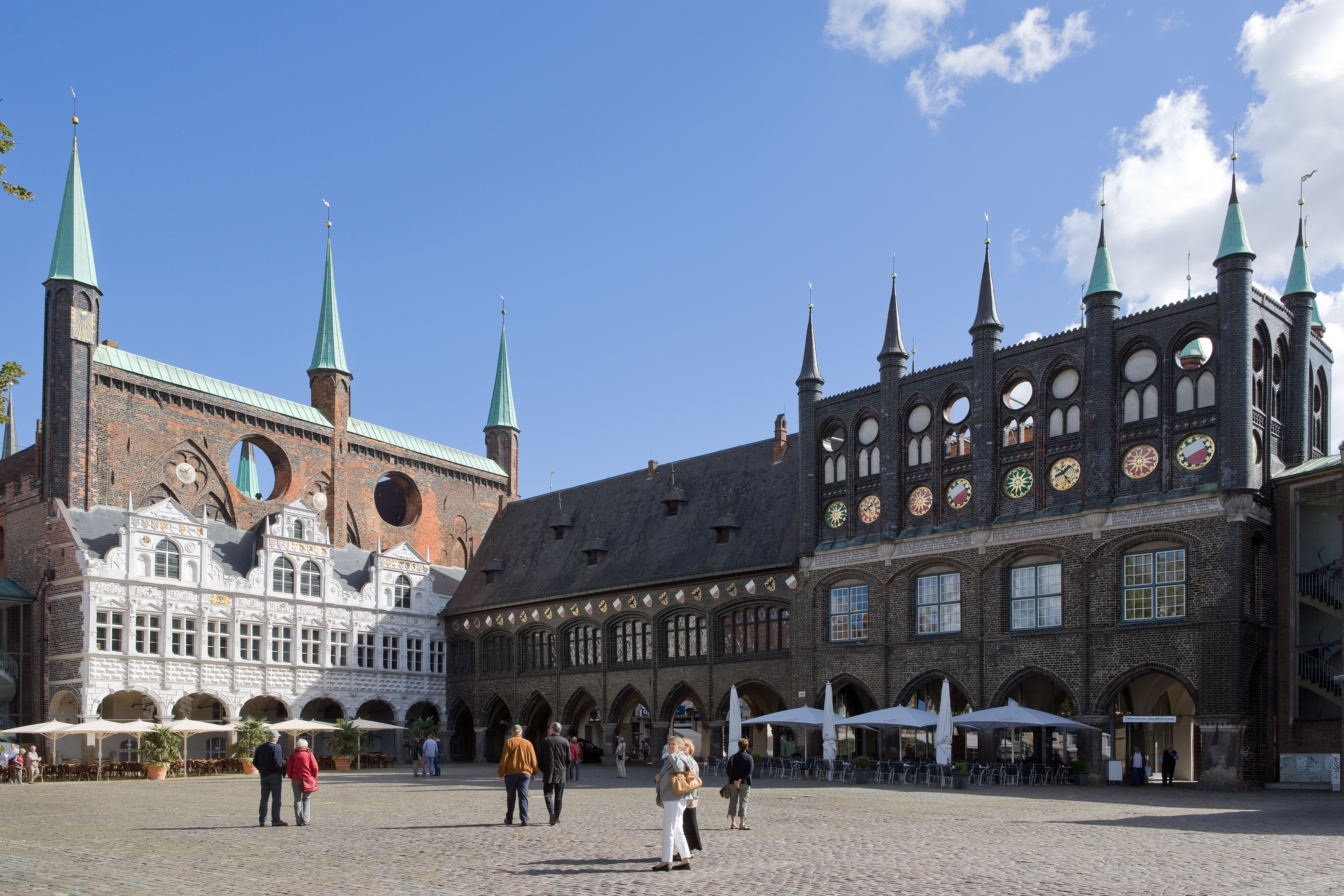
Edifici de l'Ajuntament.
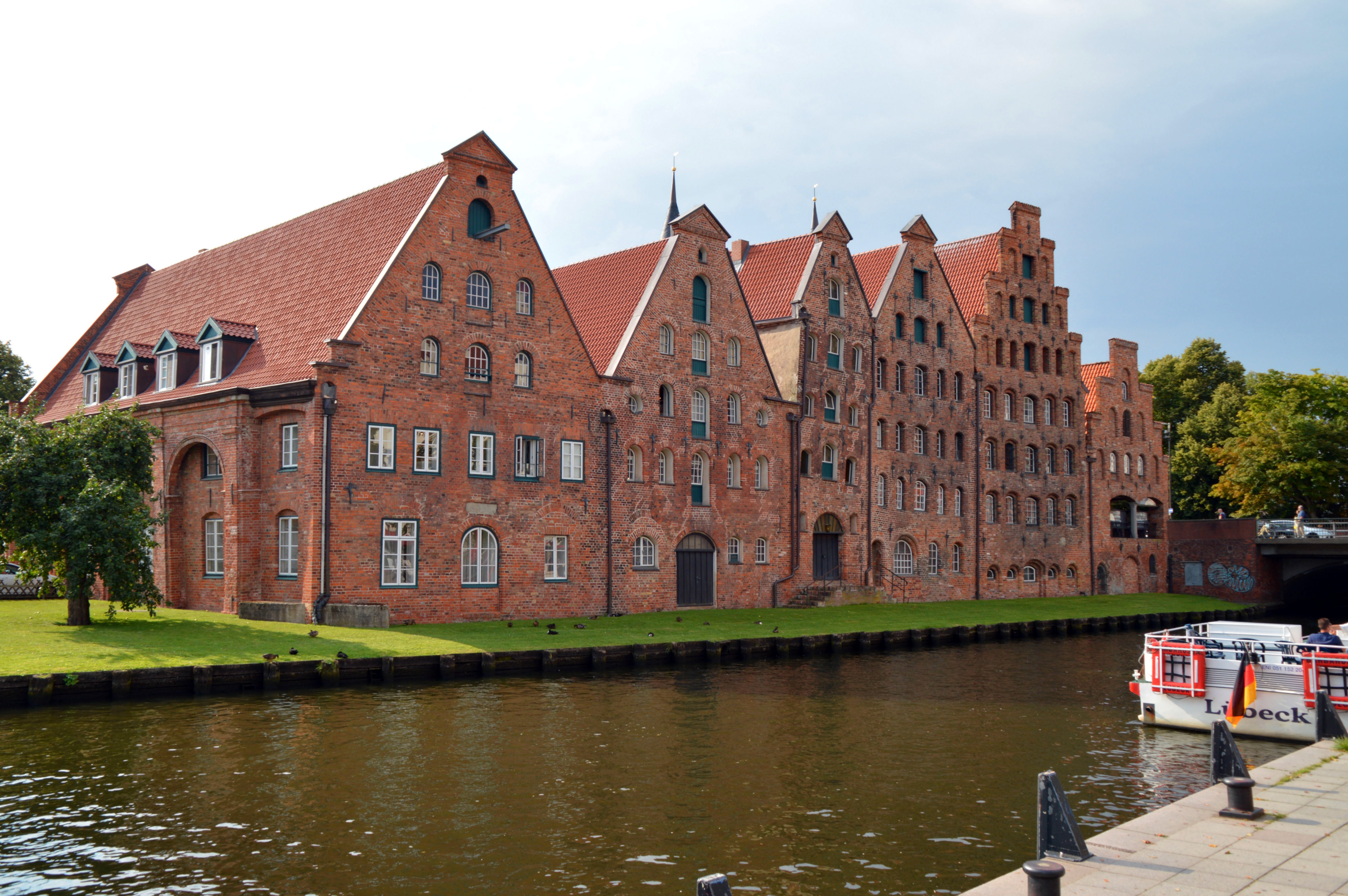
Salzspeicher.
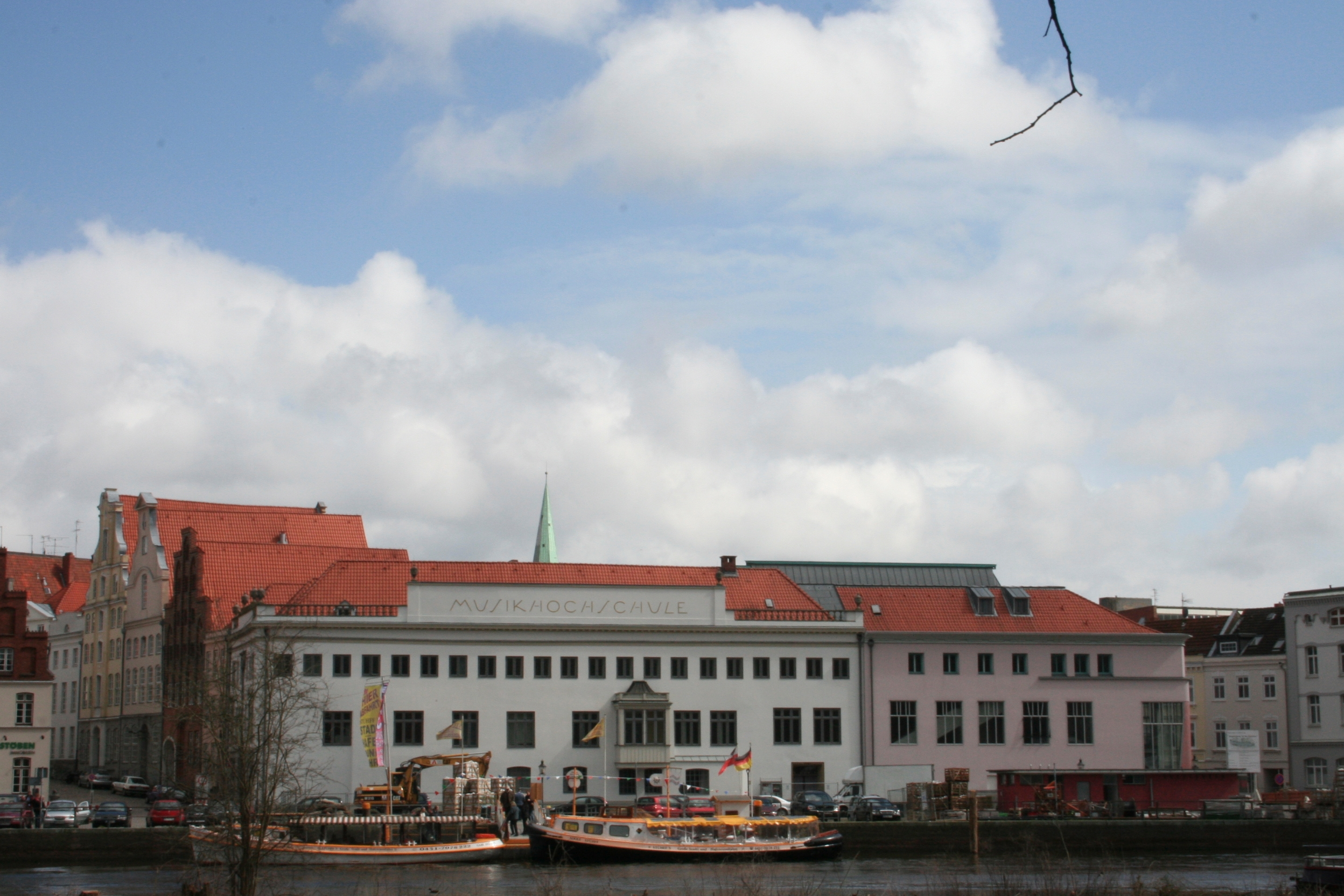
Acadèmia de Música de Lübeck.
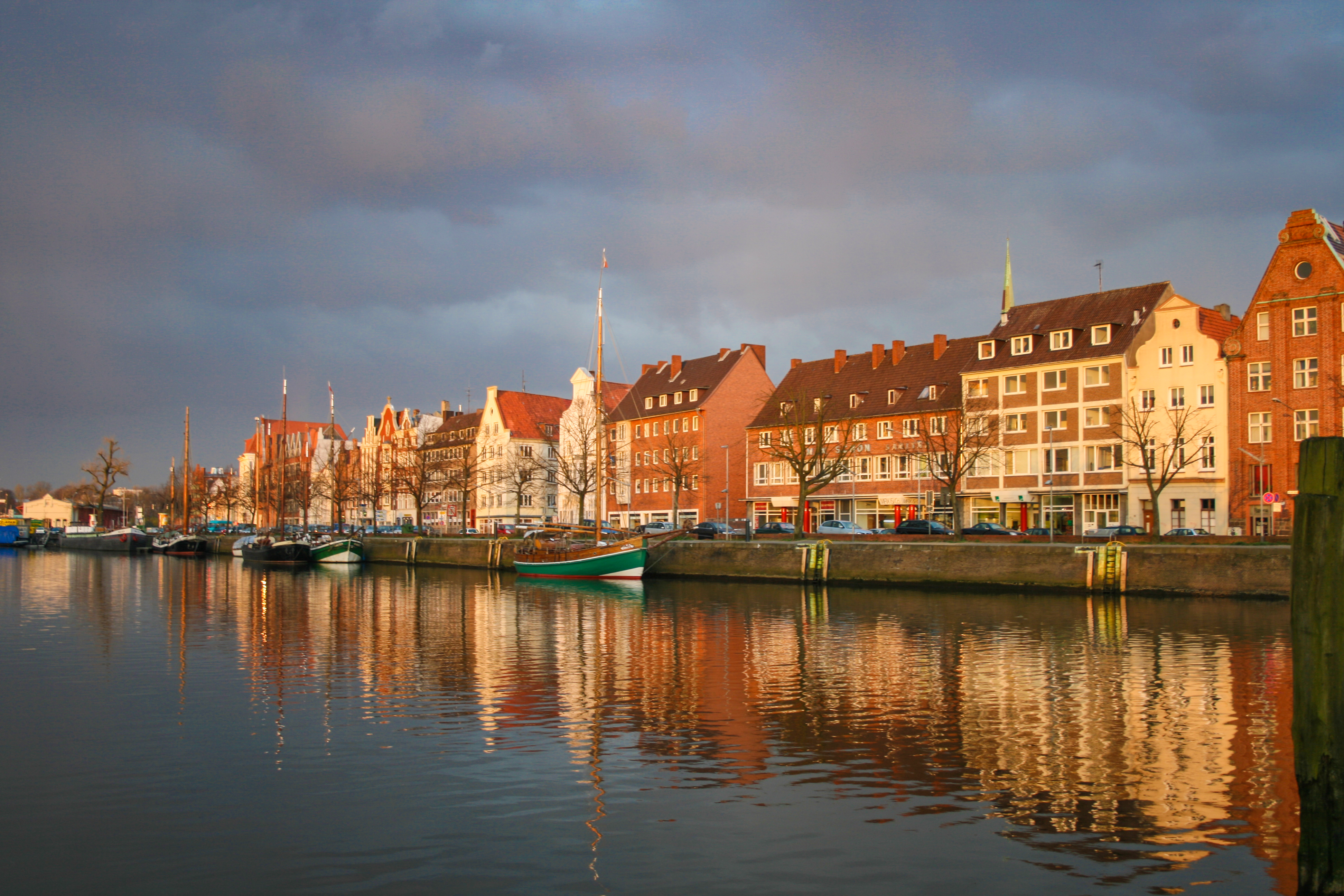
Riu Trave.
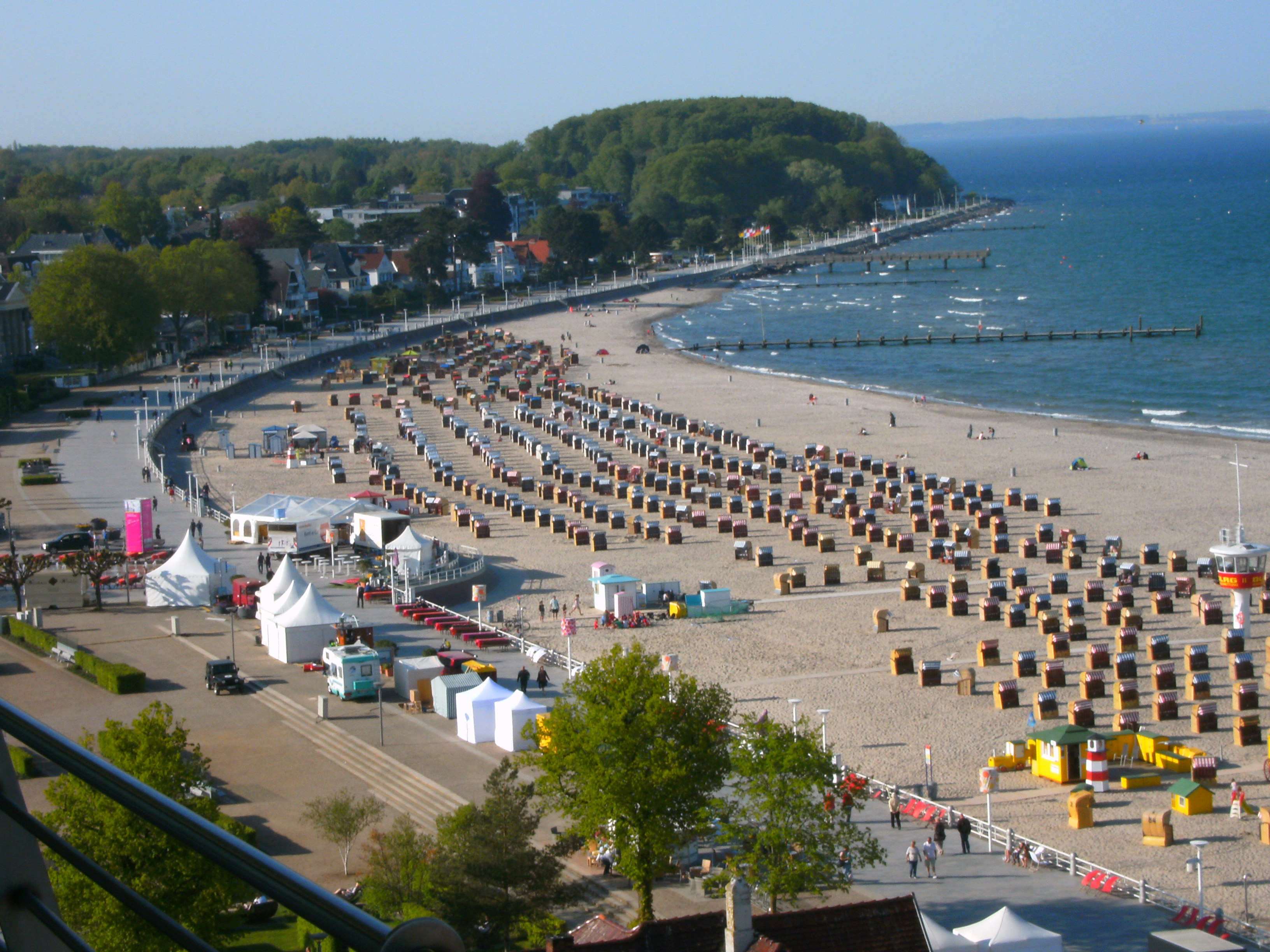
Platja de Travemünde.